# Sex vor sechs Millionen Jahren
Sex vor sechs Millionen Jahren (englischer Originaltitel: Creatures the World Forgot) ist ein im Sommer 1970 in Namibia und Südafrika (Außenaufnahmen) gedrehter Spielfilm aus der Hammer Film-Produktion. Regie führte Don Chaffey, der bereits fünf Jahre zuvor mit einem nicht unähnlich gestalteten Prähistorie-Film, Eine Million Jahre vor unserer Zeit, einen überwältigenden Kassenerfolg erzielt hatte.

## Handlung
Irgendwo in vorchristlicher Zeit, in einer primitiven Kultur und in einer kargen Landschaft.
Nach einem Vulkanausbruch kommt es zu einem Erdbeben, das eine Gletscherspalte öffnet, in der zahlreiche Mitglieder des so genannten „dunklen Stammes“ verschwinden. Der Stammesführer kommt dabei ums Leben, und es bricht ein Kampf zwischen zwei der Überlebenden um die Führung der verbliebenen Stammesangehörigen aus. Es sind Mak und Zen. Erstgenannter besiegt Zen und führt die Überlebenden in eine Wüste, um dort eine neue Heimat für den Stamm zu suchen. Dort stoßen sie auf einen anderen Stamm, bestehend aus lauten Blonden, wie sie Urzeitmenschen. Um von Anbeginn eine friedfertige Grundstimmung zu erreichen, überreicht deren Stammesanführer Mak ein Gastgeschenk: ein Mädchen, das seine Frau werden soll. Die junge Frau heißt Noo. Als Mak im Gegenzug ein Mädchen seines Stammes zum Austausch anbietet, ist diese nicht gerade begeistert, denn sie hat bereits einen Mann. Um nicht voneinander getrennt zu werden, versucht das Liebespaar zu türmen. Sie kommen jedoch nicht weit und müssen für diese Flucht aus Liebe mit dem Leben bezahlen. Maks Stamm zieht derweil weiter und stößt schließlich in ein fruchtbares Tal vor, das als ein idealer Siedlungsplatz erscheint. Hier lässt man sich nieder. Noo, die bald schwanger geworden ist, bringt hier männliche Zwillinge zur Welt. Am selben Tag wird ein weiteres Kind geboren, ein stummes Mädchen. Die Primitivlinge wollen das in ihren Augen „verfluchte“ Baby den Göttern opfern, doch als ihnen ein Blitzschlag in die Parade fährt, beschließt die alte Stammeshexe, das Kind zu behalten und es als ihre gelehrige Schülerin großzuziehen.
Jahre später. Noos Söhne, der dunkelhaarige Rool und der blonde Toomak, sind zu stattlichen Kerlen herangewachsen. Beide kämpfen um die Aufmerksamkeit ihres Vaters. Rool versucht, das stumme Mädchen zu vergewaltigen. Sie flieht vor dem Wüstling, aber fällt in die Hände eines anderen Stammes, der plündernd durch die Gegend zieht. Toomak führt Mak und die anderen Stammesangehörigen in die Höhle der Plünderer. Es kommt zu einem heftigen Kampf und der Anführer der Plünderer wird von Toomak getötet. Der blonde Häuptlingssohn rettet das stumme Mädchen und nimmt die besiegte Häuptlingstochter Nala zu seiner Frau. Beeindruckt von dessen Durchsetzungskraft, beschließt Mak, dass Toomak sein Nachfolger als Stammeshäuptling werden soll. Vom Kampf schwer verwundet, tritt Toomak bald das schwere Erbe des Vaters an. Doch  Rool will sich mit Maks Entscheidung nicht abfinden und fordert seinen Bruder in einem Zweikampf heraus. Toomak behält die Oberhand, verschont aber ganz entgegen der Kampfestradition seinen Bruder.
Der Streit zwischen den beiden Männern hat auch den Stamm entzweit. Um den Frieden wiederherzustellen, beschließt Toomak mit Nala und etwa der Hälfte aller Stammesangehörigen das Tal zu verlassen. Doch Rool ist von Hass vergiftet, er will unbedingt seinen Bruder vernichten und die Herrschaft über alle Stammesangehörigen erlangen. Heimlich folgt Rool daher Toomaks Spuren. Rool und seine Männer werden bei ihrer Verfolgungsjagd von einem weiteren Stamm angegriffen, der vorzugsweise im Wald haust. Toomak kommt zur rechten Zeit und rettet Rool. Doch der ist bereits derart von Hass verzehrt, dass er nunmehr Nala entführt. Daraufhin jagt nunmehr Toomak Rool hinterher. Auf der Spitze eines Felsens will Rool Nala auf rituelle Weise töten: Schon hat er einen Scheiterhaufen aufgeschichtet, als Toomak in letzter Sekunde erscheint und es zum Zweikampf der beiden Brüder kommt. Nala kann sich derweil befreien, wird jedoch nunmehr von einer Riesen-Python attackiert. Toomak kommt Nala zu Hilfe, während das stumme Mädchen, selbst am Schulterblatt von schweren Kratzspuren gezeichnet, auf ein Abbild des schurkischen Rool einsticht, woraufhin er zu Tode kommt.

## Produktionsnotizen
John Stoll entwarf die Filmbauten, die in den Pinewood Studios entstanden. Für die Spezialeffekte sorgte Syd Pearson.

## Wissenswertes
Der Film gilt als Abschlusswerk einer kleinen, vierteiligen Reihe von Urzeit- bzw. Urwaldfilmen, welche die Hammer Film  zwischen 1965 und 1970 produzierte. Vorangegangen waren Eine Million Jahre vor unserer Zeit, Der Sklave der Amazonen und Als Dinosaurier die Erde beherrschten. Allen Filmen war gemeinsam: Die mal prähistorischen, mal „wilden“ Dschungel-Mädchen sahen durchgehend aus wie Glamourgirls und waren vorzugsweise äußerst knapp bekleidet; in Sex vor sechs Millionen Jahren sogar bisweilen nackt (wie etwa Marcia Fox in einer Szene). Doch dieser ganz nach dem alten Erfolgsprinzip „Sex Sells“ konzipierte Streifen floppte, weil die Qualität der Hammer-Produktionen von Film zu Film abnahm.

## Kritiken
Die Kritik ließ kaum ein gutes Haar an dem Werk. Nachfolgend ein paar Beispiele:
Das große Personenlexikon des Films nannte Sex vor sechs Millionen Jahren  einen „spekulativen Steinzeitstreifen“
Der Movie & Video Guide befand: „Hammer Films gibt uns einen weiteren prähistorischen Film, allerdings ohne Dinosaurier und mit wenig Glaubwürdigkeit“.
Halliwell’s Film Guide schrieb: „Schwacher Nachzügler von Eine Million Jahre vor unserer Zeit und Als Dinosaurier die Erde beherrschten; irgendjemand hat vergessen, irgendein Monster zu bestellen.“

„Wildwestabenteuer in der Steinzeit. (…) Eine weitaus größere Rolle als der Sex spielt in diesem Film allerdings die Dummheit.“

„Dümmlicheres konnte man sich kaum einfallen lassen.“